# Phorica phasipennis
Phorica phasipennis är en fjärilsart som beskrevs av Walker 1858. Phorica phasipennis ingår i släktet Phorica och familjen nattflyn. Inga underarter finns listade i Catalogue of Life.